# ビックリマン (シール)
ビックリマンは、ロッテのチョコレート菓子「ビックリマン」の付属シール。1977年に発売された「どっきりシール」、およびそれに続く一連のお菓子およびそれにオマケとして封入されたトレーディングカードシリーズである。
もっとも有名なのは、社会現象を巻き起こした10代目「悪魔VS天使シール」シリーズ。および物語においてその正統な後継作品であると考えられる11代目「スーパービックリマン」および14代目「ビックリマン2000」、17代目「ビックリマン ひかり伝」と続く背景世界を同じくするシリーズである。

## 歴史

### 1977～1985 (1代目～9代目)
一連のシリーズの歴史は、ロッテの子ども菓子開発チームの「オリジナリティーがあって子供に愛され続ける物を作りたい」をコンセプトに、1977年に初代「どっきりシール」が発売されたことに始まる(シールのサイズは48mm四方)。これは、インクの染みやお金や画鋲などがリアルに描かれたイラストシールを壁や床に貼り、それを見た人を驚かせるというコンセプトであった。1979年に2代目「ウッシッシール」で初代のコンセプトを引き継ぎつつ、漫画系のイラストとなった。この時点で同じロッテより発売されていた既存の「はりはり仮面」シリーズとコンセプトは似たようなものになり、差異はシールの大きさと形といった程度になった。1980年に3代目「まんギャシール」で漫画とオリジナルギャグを組み合わせたシールでイラストとしての性質が強くなり、1981年に4代目「ジョーダンシール」でダジャレをイラスト化する、1981年に5代目「まねまねシール」で身近にある物を使ってキャラクターになりきる、1982年に6代目「特ダネシ写真シール」で実際の写真とイラストを組み合わせる、1982年に7代目「まじゃりんこシール」で動物の名前と物の名前を合体させてキャラクターを作る、1984年に8代目「かわりんごシール」で動物の名前と言葉を合わせたダジャレのイラスト、1985年に9代目「ギャグポスターシール」で標語やキャッチフレーズをダジャレにしてイラスト化するシールが作られた。
だが、初代の「どっきりシール」はそこそこ売れたものの、2代目以降は売り上げが右肩下がりになり、何度も発売中止の危機に追い込まれていた。それでも発売中止にならなかったのは、人気が無いからすぐに発売中止ではなく、一品一品を大切に育てていこうという開発チームの思いがあったからである。この失敗からダジャレを名前に組み込む、複数の物を組み合わせてキャラクターを作るなど、後に社会現象となるビックリマン固有のキャラの構成法が確立するに至った。
なお初代「どっきりシール」は、2003年に新シリーズ（復活！どっきりシール）が登場している。往年の絵柄をそのままに再現した復刻版だけではなく、携帯電話のボタンや付け爪など、時代の変化を感じさせる新規絵柄も追加された。

### 1985～1993 (10代目「悪魔VS天使シール」、11代目「スーパービックリマン」)
度重なる失敗が続き後がない中、コンセプトを開発チーム内の大人だけで決めていたが、ターゲットである子供達の意見を聞くなどしてリサーチを行い、そこからストーリー性を求めている事が分かり、そこから悪魔、天使、お守りの三つの種族が存在する三すくみ、悪魔と天使の二大勢力の争いの物語、そして各勢力を統括するヘッドの存在という独特の世界観を取り入れたコンセプトの10代目「悪魔VS天使シール」が1985年に発売され、一大ブームを巻き起こした。スーパーなどではビックリマンを求める客がレジに殺到し「一人三個まで」などの購入制限がなされたことも有名である。
この一大ブームの原因は、2か月ごとに新しい絵柄のシールが封入されることで進行する上記の独特の世界観のみならず、種族ごとに素材の種類やシールの封入率を変えていたことにある。とりわけヘッドはその名称を世界各地の神話などから取り、プリズムという他のシールには見られない豪華な素材を用いて通常のシールとの格差を際立たせた。また、1987年に始まるアニメの放送、『小学三年生』などの学年誌や『月刊コロコロコミック』でも漫画が連載された上に特集が組まれたことも原因としてあげられる。その人気は販売済みであったシールにまでおよび、偽物や模倣品が大量に作られた。そのため、過去に発売されたものと同じシールを封入した「ビックリマンアイス」「ビックリマンスナック」も発売された。
しかし、ヘッドの特別扱いやシールの封入率の差は射幸心を煽る、ギャンブル要素が強いなどの指摘があり、実際にシールを目当てにビックリマンを大量に買いチョコレートだけを捨てる行為、シールの盗難や恐喝事件などが社会問題となり、PTAからの苦情もあって、公正取引委員会は「シールの封入率の格差は賭博性を疑う余地がある」という旨を指摘した。これに伴い、第17弾からは悪魔、天使、お守り、ヘッドの封入率を均等とした。また、ヘッドの枚数も三すくみと等しい12枚に増加、しかも多くの弾では発売途中でヘッドの入れ替えが行われていたため、ヘッドの枚数は多くの弾で24枚／弾となった。
結果として、ヘッドの希少性は絶対的にも相対的にも大幅に損なわれた。それでも売上はしばらくは変化しなかったが、第25弾以降、アニメの放映終了と相俟って急激に売上が縮小し、遂に第31弾でこのシリーズは終了した。
のべ1000体を超えるキャラクターが登場し、複雑な様相を見せる「悪魔VS天使シール」だが、ストーリーを通じて中軸に位置するのは、ブームとなった時期に物語をけん引していた、天聖界の天使ヘッドである聖フェニックス（ヘッドロココ）とそれに付き従う若神子たち、そして、天魔界の悪魔ヘッドのサタンマリア（ワンダーマリア）である。フェニックスと若神子は新天地である「次界」を求め、そしてマリアは彼らの行く手を阻むべく暗躍する。戦いの中で幾多の出会いを重ね、そして新たな勢力「曼聖羅」の参戦。聖魔対立の構図はいつしか形を変え、和合という思いがけない結末を迎えることとなり、次界編(1～19弾)と呼ばれている。
その後、シール内では、アニメ「新ビックリマン」の核となったマルコ編(19～25弾,31弾完全版)、また、神帝の子孫達が真の次界とも言われる異世界パンゲラクシーに飛ばされ戦うパンゲ編(26～31弾,32弾)と物語は続いていくが、原作は各シール裏面に記される3行ほどの省略化された文によるものであり、読む人によって様々な解釈も可能である。その為、公式と呼ばれる本でさえ相違がある場合がある。
一方、悪魔VS天使シリーズの末期の1991年8月より並行して販売された、11代目「スーパービックリマン」(シールサイズが52mmになった)は、当初悪魔VS天使シールのパロディ(同じ名前のビックリマンキャラが存在するパラレルワールド的物語)の色彩が濃かったが、その後旧作と同様にアニメの放映や『月刊コロコロコミック』での特集・マンガの連載も行われ、悪魔VS天使シールの物語上の正統な後継作品としての地位を確立した。ホログラムの多用、近未来的な世界観など注目に値する要素はあったが、大きなブームには至らず、第10弾にて終了した。物語の展開はシール・アニメ・漫画で大きく異なり、シール上では結末が示されないまま終了している。

### 1993～2004 (12代目～16代目)
その後、12代目「ドッキリダービー」、13代目「超念写探偵団」といったストーリーを持たないシリーズや、悪魔VS天使シールの一部ヘッドを復刻した「伝説復刻版」を経て、「スーパービックリマン」のアニメ版の遙かな未来の物語(旧・新のアニメ設定も取り入れられている)である14代目「ビックリマン2000」の発売に至った。
このシリーズの特徴は旧来の駄洒落合体の要素を引き継いでいる他、悪魔VS天使シールの初代ヘッドであるスーパーゼウスを登場させ、CGや従来に見られない豪華な素材を多用し、背景画も種族共通のものではなく、キャラ毎にメッセージ性を持たせたものとなっていること、従来「お守り」「次代」「お助け」とされた第三の種族属性を分割し、「悪魔」「天使」「聖守（サポーター）」「魔守（フーリガン）」の四つの種族属性を採用したことなどにある。さらに並行して1999年11月よりアニメの放映も始まり、悪魔VS天使シール以来のヒット作品となった。
しかし、この作品は発売当初からさまざまな批判も受けた。例えば、素材が豪華となった反面、チョコレートの価格が上昇し購入しづらくなったこと、単なる聖守や魔守のシールとヘッドシールの素材の格差が完全に消滅してしまったことや、素材やイラストの差による区別が複雑で、製造時期および発売地域ごとにシール材質の種類および封入キャラを変更するなどの原因から完全な収集が難しいことへの批判はコレクターの間では発売当初から終了時まで常に言われていた。その後販売された「BMFOREVER」も同様に製造時期および販売地域ごとにシール素材および一部のキャラクターが変更された。
ブームは次第に沈静化し、またアニメの放映終了、『月刊コロコロコミック』での報道の打ち切りなどから、公式サイトでのWEB小説があったもののマイナーシリーズと大差のない状況におかれてしまい、第12弾をもって終了した。なお、2002年に発売された第12弾は「グランドフィナーレ」と名を打たれ、しっかり終了が告知された形となった（この弾だけで30種の新キャラと60種の復刻シール、計90種の展開だった）。なお、翌2003年には「ART Collection」としてビックリマン2000のキャラをモチーフとした新デザインシールも製作されている。
2001年には「ビックリマン2000」と平行して、一大ブームとなった「悪魔VS天使シリーズ」の続編となる「超元祖ビックリマン」（「31弾完全版」と「32弾」）、および「BM(ビックリマン) FOREVER」として復刻シリーズが発売された。31弾完全版と名付けられたのは、物語の結末がはっきり明示されなかったことと、31弾の三すくみが6セットしか無かったことからによる(ただし、31弾完全版での三すくみは9組なので、基本的に一つの弾が12組なのに対し合わせると3組多くなるが、32弾も同じく9組の構成だったため「31弾〜31弾完全版〜32弾」をまとめると24組、1弾あたり12組になる)。
しかし、この「超元祖シリーズ」は、「悪魔VS天使シリーズ」監修の丹後博士が関わっていないと言われており（公式的アナウンスはされていない）、2007年に発売されたデータベースソフト『ビックリマン大事典』（ニンテンドーDS）や、2011年より始まった後述のソーシャルゲーム等では、この「超元祖」シリーズのキャラが反映されていないことが多い。この31弾完全版では、殆どが神化したキャラで構成され、物語的に補完されていなかった部分が補われ綺麗にまとまりファンも納得する終焉を迎えたかに見えた。だが翌年発売された「32弾」では新キャラが投入され、悪魔VS天使シリーズがまだ広がっていく暗示を垣間見せた。
その後、「ガッツ!シンクロX(2002年)」、「ゴースト村の何事件(2004年)」、ドッキリシールの復活といったシリーズも展開されていたが、コロコロコミックでのタイアップも過去のシリーズと比較して極めて少なく、何れも子供の間で全く話題にならずに短期間で販売を終了した。ブームが起きなかった原因として、当時子供の間で流行していた『遊戯王』、『デュエル・マスターズ』、『ムシキング』といったカードゲームに人気を奪われてしまったことが挙げられる。
2001年以降多くの復刻版などの発売もあり「ビックリマン＝悪魔VS天使シリーズ」のイメージが更に固執していく結果にも繋がり、子供のみならず大人もターゲットとする傾向が強くなる。

### 2005～2011 (17代目～20代目)
2005年に、悪魔VS天使シリーズの20周年として「悪魔VS天使シール 20th ANNIVERSARY」が(シールが48mmサイズに戻る)、2007年にはホロセレクションとして復刻シールが発売された。
2006年には、「悪魔VS天使シール ひかり伝」と題した、「悪魔VS天使シリーズ」と同じ世界観を持つ新シリーズが開始、シリーズ化された。また2006年10月からは「ひかり伝」を原作に5作目となるアニメ『祝!(ハピ☆ラキ)ビックリマン』が1年間放送された。
また、同2006年7月より「ビックリマン プロ野球チョコ」が発売。1988年に球場で限定配布されたオリオンズヒーローシールを彷彿させたこのシリーズは2008年まで毎年発売。このシリーズ以降、ビックリマンを冠する冠さないを問わず、ビックリマンと同じ包装形態で、同じようなチョコとシールを封入するコラボレーション作品が数多く作られるようになる(関連シリーズを参照のこと)。
2010年には、ゲームメーカーとコラボした「ビックリマン 漢熟覇王」が発売。「ビックリマンを冠するシールの新シリーズ」としてはこのシリーズで止まっている。

### 2012～
2012年からは「ビックリマン伝説」と題した「悪魔VS天使シリーズ」の復刻シールが封入された商品シリーズが発売。この「伝説シリーズ」は基本的にヘッドや神化キャラが中心だったいままでの復刻シールと異なり、各段ごとの全キャラを新デザインで復刻したものであり、2011年より始まっていたGREEやmixiなどのソーシャルネットワーク展開されたゲームに対応するバーコードが付随し、2014年の「伝説7」（オリジナルシリーズの第9弾分）まで発売された。
あわせて、同2012年には「ビックリマン 聖魔化生伝」が発売。「悪魔VS天使」の世界が「ひかり伝」を経て更なる拡張をとげている。
2014年3月、千葉ロッテマリーンズの里崎智也が「ビックリマンPR大使」に就任。また、2015年に悪魔VS天使シリーズが30周年を迎えるに先駆け、同シリーズキャラによる「ビックリマン総選挙」を公式ホームページにて開催。8月にファン投票で選ばれた42種類が新デザインで発売された。
2014年8月には「神ビックリマン 神威転生」と銘打った、悪魔VS天使シリーズを一部モチーフとしたカードタイプの商品が発売され、ウェハースは正方形から長方形になり、クッキークランチは封入されていない。
2018年11月に33弾、2019年11月に34弾、2021年3月に35弾、2023年5月に36弾が発売されている。

## シリーズ一覧
ビックリマンに属するシリーズとしては次のようなものがある。
★マークがつくものは「悪魔vs天使」シリーズとして世界観を同一とするもの。
- 1代目 どっきりシール
  - パート1 - どっきりシール - 1977年
  - パート2 - 立体どっきりシール - 1979年
  - パート3 - 復活！どっきりシール - 2003年
  - パート4 - どっきり新おかシール - 2004年
- 2代目 ウッシッシシール - 1979年
- 3代目 まんギャシール - 1980年
- 4代目 ジョーダンシール - 1981年
- 5代目 まねまねシール - 1981年
- 6代目 特ダネ写真シール - 1982年
- 7代目 まじゃりんこ
  - パート1 - まじゃりんこシール - 1982年
  - パート2 - 新まじゃりんこシール - 1982年
  - パート3 - 続まじゃりんこシール - 1983年
  - パート4 - スーパーまじゃりんこシール - 1983年
- 8代目 かわりんごシール - 1984年
- 9代目 ギャグポスターシール - 1985年
- 10代目 ★悪魔VS天使シリーズ
  - 悪魔VS天使シール - 1985年
  - 伝説復刻版 - 1998年
  - 超元祖ビックリマン - 2001年（31弾完全版）、2002年（32弾）
  - ビックリマンスペシャルセレクション (BM FOREVER) - 2001年、2002年
  - ビックリマン 20th Anniversary - 2005年
  - ビックリマン BMホロセレクション - 2007年（ホロセレクション）、2008年（ホロセレクション2）
  - ビックリマン伝説 シリーズ - 伝説5〜7はソーシャルゲームと連動。
    - 2012年2月（伝説1）、2012年6月（伝説2）、2012年9月（伝説3）、2012年11月（伝説4）、2013年5月（伝説5）、2013年9月（伝説6）、2014年1月（伝説7）、2015年11月（伝説8）、伝説9、伝説10、伝説11、伝説12、2018年（伝説13）、2025年（伝説40th SE）

  - ビックリマン 聖魔化生伝 - 2012年4月
  - ビックリマン 武層動伝 - 2013年3月
  - ビックリマン オールスターセレクション - 2014年8月
  - ビックリマン スーパーゼウス外伝 - 2016年3月（外伝シリーズ第1弾）
  - ビックリマン ブラックゼウス外伝（外伝シリーズ第2弾）
  - ビックリマン 復刻セレクション - 2017年7月
  - ビックリマン 天使vs悪魔 キャラクター秘蔵外伝 - 2017年11月
  - ビックリマン ホロセレクション - 2018年（ロッテオンラインショップ限定販売）
  - ビックリマン 天使vs悪魔 7神帝外伝 - 2018年3月（外伝シリーズ第3弾）
  - 悪魔VS天使 33弾 - 2018年11月
  - 裏ビックリマン-2018年9月（イオン限定発売）、2019年7月（全国発売）
  - 悪魔VS天使 34弾 - 2019年11月
  - 天使だらけのビックリマン、悪魔だらけのビックリマン - 2020年
  - 悪魔VS天使 35弾 - 2021年
  - 悪魔VS天使 36弾 - 2023年
  - 紅白ビックリマン - 2024年
  - ヘッドだらけのビックリマン - 2025年
- 11代目 ★スーパービックリマン
  - 新決戦 悪魔VS天使シール（バイオ悪魔VSメカ天使シール） - 1991年
- 12代目 ドッキリダービー 当てっこシール - 1993年
- 13代目 超念写探偵団
  - 超念写シール - 1996年
  - リアル超念写シール - 1997年
  - ミステリーファイルシール - 1997年
- 14代目 ★ビックリマン2000
  - バグ悪魔VSギガ天使シール - 1999年
  - ビックリマン2000 ART Collection - 2003年
- 15代目 ガッツ！シンクロX - 2002年
- 16代目 ゴースト村の何事件 - 2004年
- 17代目 ★ビックリマン ひかり伝
  - ビックリマン 21st Anniversary 〜 ひかり伝 - 2006年
  - ひかり伝II - 2006年
  - ひかり伝III - 2007年（IIIから「21st Anniversary」のタイトルは削除）
  - ひかり伝・おとぎ - 2007年
  - ひかり伝・聖魔歴 - 2008年
  - ひかり伝・聖魔十戒 - 2008年
  - ビックリマン ルーツ伝 - 2009年。ひかり伝の完結編と位置づけられている。
  - ビックリマン 聖核伝 - 2010年
- 18代目 ビックリマン プロ野球チョコ - 2006年、2007年、2008年
- 19代目 ビックリマンキッズ テーマファイターニャンダー - 2008年
- 20代目 ビックリマン 漢熟覇王（ゲームソフトメーカー・日本一ソフトウェアとのコラボレーション）
  - 2010年8月（第一巻）、2011年3月（第二巻）、2011年8月（第三巻）
- 21代目 ★神ビックリマン 神威転生 - 2014年。従来のシールタイプからカードへと変更されている。

## 関連シリーズ
- ビックリコ・魔女の鏡 - 1992年
- ビックリコ・パステルミステリー - 1993年
なお、ビックリマンチョコのテレビCMにおいて「女の子には、ビックリコ」と呼ばれていた。
- 運の王様シール - 1995年
- ナビゲーションズシール - 1997年

以上4種に関しては、オフィシャルページではビックリマンシリーズとして紹介されている。
- ソーラーマンシール - 1991年
- オリオンズヒーローシール - 1988年
非売品ながら「ロッテ正規」のビックリマンキャラのようにデフォルメされたプロ野球選手シール。1988年にロッテ・オリオンズの本拠地である川崎球場へ試合を見に来た子供ファンに配布された。詳しくは プロ野球チョコの項を参照のこと。

## コラボレーションシリーズ

### ロッテによる、シールが同封されたチョコ菓子もの
- ニコ単カード - 2010年11月(第1弾)、2011年11月(第2弾)
ビックリマンチョコの開発チームとニコニコ動画とのコラボレーション「ニコニコ動菓ウエハースチョコ」に付属。
- ビッ狩りマン - 2013年3月,2014年3月(2014年分はグリーンハウスによるデザイン)
- ミックリマン - 2013年8月
- ももクロマン - 2013年9月 - コラボ商品の中では最大の売上（2016年現在）[2]
- 北斗のマン - 2014年2月,2016年1月(2016年分はグリーンハウスによるデザイン)
- サッカー応援ウエハース - 2014年5月(イラストではなく写真)
- パズドラマン - 2015年1月(悪魔VS天使シリーズキャラもモチーフになっている)
- キャプ翼マン - 2015年3月（イラストは原作絵を使用）
- スターウォーズ ビックリマン - 2015年6月(エピソード4・5・6)、2015年7月(エピソード1・2・3)、2015年12月(スペシャルエディション)
- 肉リマン - 2016年3月
- よしもとビックリマン芸人 - 2016年6月 関西出身者とそれ以外の地域出身者の2部構成で発売。
- ワンピースマン - 2016年10月
- ワンピースマン2
- AKBックリマン - 2017年6月　AKB所属者とSKE・NMB・HKT所属者の2部構成で発売
- キングダムマン - 2018年6月
- ドラゴンボールマン - 2018年10月
- FGOマン - 2018年11月 ローソン限定発売（イラストは「まんがでわかるFGO」のリヨ）
- ガンダムマン 2019年10月　地球連邦軍とジオン公国の2部構成で発売
- U-FESマン 2019年11月 ローソン限定発売（UUUM所属のユーチューバーとのコラボ）
- プロ野球チョコ 2020年5月（カルビーとのコラボ）
- エヴァックリマン 2020年6月（新世紀エヴァンゲリオンの劇場版のみ）
- 歌舞伎チョコ 2020年7月（松竹とのコラボ）
- 刀剣乱舞マンチョコ 1弾 2020年9月 2弾 2021年11月　ファミリーマート限定発売
- Ｂチューバーマンチョコ 2021年6月（UUUM所属のユーチューバーとのコラボ）
- 鬼滅の刃マンチョコ　2021年8月
- ホロライブマンチョコ　2021年12月ローソン限定発売

### その他 シール
2010年以降の回顧ブームにより再び悪魔VS天使シリーズが脚光を浴びたことで、チョコのおまけとしてではなくつくられることが増えてきた。この場合「ビックリマンシール風」という名称で語られる。グリーンハウス社に依頼したイラストを用いた「類似」デザイン(コラボ)もの、悪魔VS天使シリーズ風のデザインや裏書を真似した「模擬」(所謂、リスペクト系の)もの、また、単にシールの大きさや正方形という形などが似通っているだけの「疑似」(ものまね)もの、の三者に分かれている。
- タイタンシール - 2012年
映画『タイタンの逆襲』とのコラボで米澤稔と兵藤聡司のイラストによるシールを入場者先着特典として配布。
- 境外滅伝 - 2013年～
まんだらけとグリーンハウスのコラボによる、グミにつくおまけシールシリーズ。1つ500円という高価の為、コンプリートには数万円の出費が必要。
- ご当地ヒーローシールコレクション（アサヒ）
2013年にローソンにて「十六茶」か「三ツ矢サイダー」購入時にオマケとして付属。全48種、＋抽選限定5種。

## 類似商品
ロッテ製
ビックリマンではないが、類似したシステムを持つロッテ製のシリーズとして、次のようなものがある。
- はりはり仮面 - 1977年
- あっぱれ大将軍
- アリバイをくずせ
- ナビゲーションズ
- ソーラーマン
- 魔正現夢
- 運の王様
- ネクロスの要塞 - 1986年

他社製
ビックリマンが大ブームとなった1980年代後半の時期には、他社からも類似したシステムの商品が多数発売され、菓子類のオリジナルおまけシール類が流行した。
- ラーメンばあ・ガムラツイスト（カネボウ）
- ドキドキ学園（フルタ製菓）
- 秘伝忍法帳（エスキモー）
- タイムスリップバトル（カネボウ）
- 謎のジパング伝説（ナガサキヤ）
- ハリマ王の伝説（カバヤ食品）
- こまったときのガムだのみ（明治製菓）
- ビックリカップラーメン（松田食品）
- 魔空の迷宮（エスビー食品）
- 対決戦国時代（エスビー食品）
- バトル騎士（マーメイド）
- イジワル天使（浜田食品工業）
- 仰天人間バトシーラー（明治製菓）
- 神羅万象チョコ（バンダイ）

また、ビックリマンシールの模倣品も出回った。
- ロッチ - カプセルトイ（俗称：ガチャガチャ）による景品。

## パロディ
- ドデンマン - 秋田県ゆかりのキャラクターをビックリマン風にパロディ化したシール。「どでん」は秋田方言で「びっくり」の意味。